# 아이마
아이마는 KOG에서 개발하고 넥슨 코리아에서 배급했던 MMORPG 게임이다. 2016년 11월 17일에 서비스가 종료되었다.